# 18190 Michaelpizer
18190 Michaelpizer è un asteroide della fascia principale. Scoperto nel 2000, presenta un'orbita caratterizzata da un semiasse maggiore pari a 2,5600723 UA e da un'eccentricità di 0,1831677, inclinata di 5,51939° rispetto all'eclittica.